# Deborah Kaufmann
Pour les articles homonymes, voir Kaufmann.
Deborah Kaufmann est une actrice allemande née le 23 mars 1970 à Kleinmachnow, alors en RDA, maintenant en Brandebourg, Allemagne.

## Filmographie

### Cinéma
- 1972 : L'Homme qui remplaçait la grand-mère (Der Mann, der nach der Oma kam) de Roland Oehme (de)
- 1993 : König der letzten Tage
- 2006 : Les Particules élémentaires (Elementarteilchen) d'Oskar Roehler

### Télévision
- 2002 : Un conte de Noël (Santa Claudia) d'Andi Niessner
- 2017-2020 : Dark : Regina Tiedemann